# Haematopota ugandae
Haematopota ugandae är en tvåvingeart som beskrevs av Ricardo 1906. Haematopota ugandae ingår i släktet Haematopota och familjen bromsar. Inga underarter finns listade i Catalogue of Life.